# ليزا مارسوريل
ليزا مارسوريل (بالإنجليزية: Lisa Marcaurelle)‏ كيميائية ومديرة تنفيذية في العديد من شركات التكنولوجيا الحيوية.

## التعليم
حصلت مارسوريل على شهادة البكالريوس في الكيمياء من كلية الصليب المقدس في عام 1997، حيث عملت مع البروفيسور تيموثي كوران على مركبات ثنائي البتيد. التحقت بعد ذلك بجامعة كاليفورنيا في بيركلي حيث حصلت على درجة الدكتوراه في الكيمياء أشرفت عليها كارولين بيرتوزي. بدأت مارسوريل بالعمل على مجموعة متنوعة من تقنيات ربط جديدة على الجليكوسيد لإنتاج مركبات محاكية للبروتين السكري للمواد الطبيعية مثل الميوسين.
أكملت مارسوريل زمالة ما بعد الدكتوراة لمدة عام واحد في معهد ماساتشوستس للتكنولوجيا عملت فيها مع بيتر سيبرغر في أبحاثه عن الوصول للحالة الصلبة للمركبات السكرية.

## الحياة العملية
عملت مارسوريل في شركة إنفينيتي للأدوية ومعهد برود لمدة 9 سنوات متتالية، بدأت بعد ذلك بالعمل في مجال الكيمياء عالية الإنتاجية، التوليف الكيميائي الموجه نحو التنوع، البيولوجيا الكيميائية ومشاريع الكيمياء الطبية. تم تعيينها كنائب للرئيس في H3 للطب الحيوي في عام 2011.
في H3، استمرت مارسوريل في تطوير منصة توليفية موجهة نحو التنوع والتي تعتمد فيها على أنماط كيميائية حديثة التطور مثل المركبات اللولبية والمركبات العضوية الكبيرة. في عام 2016، أصبحت مديرة أول لقسم الكيمياء في مؤسسة Warp Drive Bio، وفي عام 2018 تم تعيينها كنائبة لرئيس شركة إنكو تشيم، وهي شركة تم إنشاؤها لحماية المحاصيل في منطقة بوسطن.
لا تزال مارسوريل نشطة في المجتمع التطوعي وإرشاد العلماء الشبان في صناعة المستحضرات الصيدلانية، ما زالت تدعو بنشاط وجدية إلى إشراك العلماء في الأدوار القيادية.

## الجوائز
- عام 2013- الجمعية الكيميائية الأمريكية WCC «جائزة النجمة الصاعدة».[5]
- عام 2013- ندوة McElvain الصناعية، جامعة ويسكونسن.[6]
- عام 2011- قسم الكيمياء الحيوية للباحثين الشباب.[7]
- عام 1997- جائزة المعهد الأمريكي للكيميائيين.
- عام 1996- فاي بيتا كابا.

## وصلات خارجية
- السيرة الذاتية لليزا مارسوريل